# Lovenella corrugata
Lovenella corrugata är en nässeldjursart som beskrevs av Thornely 1908. Lovenella corrugata ingår i släktet Lovenella och familjen Lovenellidae. Inga underarter finns listade i Catalogue of Life.